# Brian Crane
Brian Crane (* 1949 in Twin Falls, Idaho) ist ein US-amerikanischer Comiczeichner, er lebt in Sparks, Nevada.
Crane war zunächst Werbe-Grafiker von Beruf. Seit 1990 veröffentlicht er täglich den Comicstrip Pickles um ein älteres Ehepaar (Earl und Opal Pickles) in etwa 800 Tageszeitungen der Vereinigten Staaten. 2012 erhielt er für diese Serie den Reuben Award.